# Boraceia
Boraceia é um município brasileiro do interior do estado de São Paulo. Sua população estimada pelo IBGE em 2024 era de 4.823 habitantes.

## Toponímia
"Boraceia" é um termo de origem tupi que significa "dança".

## História
O município de Boraceia surgiu por iniciativa do imigrante italiano Eugenio Secongo Brogiato, conhecido no Brasil como Eugênio Burjato, nascido em 22 de junho de 1877 no município de Santa Margherita d'Adige, na região do Vêneto, noroeste da Itália. Como todo europeu quando emigrava para o Brasil, tinha em sua mente, vir para as terras brasileiras, pois lhe informavam que eram dadivosas e sumamente produtivas, trabalhar por determinado tempo fazer fortunas e regressar para sua Pátria. Entretanto, dos que vieram, porcentagem mínima voltou.
Brogiato chegou ao Brasil em 1895 com apenas dezoito anos e inicialmente estabeleceu residência no distrito de Bica de Pedra, atual município de Itapuí, que até 1913 pertenceu a comarca de Jaú. Casou-se por volta de 1897, com a também italiana Paolina Franchin, com a qual constituiu família e tiveram onze filhos, dez mulheres e um homem.
Brogiato desenvolveu diversos empreendimentos, como por exemplo inaugurou em 1910 uma sala de cinema denominado de Bijou Salon, a qual funcionou até aproximadamente 1919, quando teve problemas em relação ao alvará de funcionamento, resultado de disputas políticas entre dois grupos existentes na época no município de Bica de Pedra. Ele também foi proprietário de um comércio de beneficiamento de café, principal produto agrícola da época, assim com uma madeireira neste mesmo município.
A criação da Vila Floresta - futuro município de Boraceia
São três fatores principais que contribuíram para a criação de Boraceia, o primeiro deles resulta do desenvolvimento da atividade cafeeira na região nas três primeiras décadas de 1900, com a criação de diversas fazendas de café com o aumento populacional da região, principalmente pelo processo de imigração, e com a chegada da ferrovia no município de Bica de Pedra em 1912 (C.E.F Dourado) que melhorou a circulação de pessoas e mercadorias, facilitando o escoamento da produção de café, tornando a região atrativa economicamente.
O segundo fator é decorrente do desenvolvimento das atividades agrícolas, comerciais e do desenvolvimento populacional desta região que criou a necessidade da construção de uma ponte sobre o rio Tietê no local onde existia um movimentado Porto Fluvial José Antônio, onde se realizava o transporte por balsas, as quais não estavam mais suportando o aumento do fluxo de pessoas e mercadorias, e por volta de 1915, após o insucesso dos inúmeros pedidos para a construção de uma ponte no local por parte do poder público, diversos fazendeiros da região resolvem através de uma iniciativa particular construí-la, através da criação de empresa denominada de Companhia Melhoramentos do Porto José Antônio, através deste empreendimento, levantam os recursos necessários e com a autorização do governo do estado de São Paulo, iniciaram as obras em 1917.
O terceiro fator esta ligado a pessoa de Eugenio Burjato que estava envolvido em diversas disputas políticas no município de Bica de Pedra que estavam prejudicando os seus negócios, e por ser um homem atento as oportunidades que surgiam, aliado a um espírito arrojado e empreendedor, percebeu que com a construção da ponte sobre o rio tietê ligando o município de Bica de Pedra ao de Pederneiras, valorizaria toda aquela região, atualmente pertencente ao município de Boraceia, o qual poderia se desenvolver rapidamente, e por outro lado se afastar das disputas políticas municipais.
Percebendo isso, no ano de 1916, um ano antes do início da construção da ponte, Eugênio Burjato adquiriu uma área de um alqueire e meio de terras de Joaquim Francisco de Oliveira, gleba essa pertencendo a Fazenda Floresta, que pertencia na época ao município de Pederneiras, percebendo que aquela área estava localizada em uma região estratégica, resolveu criar uma vila, fazendo um loteamento com abertura de ruas, praça, e a construção de uma capela.
Inicialmente, dedicou a lavoura, posteriormente instalou máquina de arroz, olaria de tijolos, casa comercial e outras atividades que iam aparecendo, criaram ambiente para que fosse constituído um distrito. Nesse trabalho e pelo fato de o povoado já estar em ritmo respeitável de progresso, Eugênio Burjato, coadjuvado por Amaro José Veríssimo e outros conseguiram a criação do distrito e depois, com luta das famílias Sgavioli, Freitas Pereira e demais elevaram o município.

### Formação administrativa
Pelo Decreto-lei 9 073, de 31 de março de 1938, foi criado o Distrito de Floresta (então Fazenda Floresta), ficando pertencendo ao município e comarca de Pederneiras.
Pelo Decreto Estadual 9 775, de 30 de novembro de 1938, que fixou o quadro territorial vigente no quinquênio de 1939-1943, o distrito de Floresta passou a pertencer ao município de Itapuí, Comarca de Jaú, com a mudança de denominação para Boracéia.
Na divisão territorial a vigorar no período de 1959 a 1963, que foi feito pela Lei 5 285, de 18 de fevereiro de 1959, foi elevado à categoria de município, desmembrando assim, parte do território de Itapuí, continuando pertencendo a Comarca de Jaú.
Em 16 de junho de 1982, Boraceia foi transferido para o território da Comarca de Pederneiras.

## Geografia
Área do município: 121,10 km

### Hidrografia
- Rio Tietê
- Rio Bauru

### Rodovias
- SP-261 - Rodovia Cesar Augusto Sgaviolli

## Demografia

### População
| Crescimento populacional                             | Crescimento populacional | Crescimento populacional | Crescimento populacional |
| Ano                                                  | População Total          |                          | %±                       |
| ---------------------------------------------------- | ------------------------ | ------------------------ | ------------------------ |
| 1960                                                 | 4 412                    |                          | —                        |
| 1970                                                 | 2 643                    |                          | −40,1%                   |
| 1980                                                 | 3 561                    |                          | 34,7%                    |
| 1991                                                 | 3 460                    |                          | −2,8%                    |
| 2000                                                 | 3 739                    |                          | 8,1%                     |
| 2010                                                 | 4 268                    |                          | 14,1%                    |
| 2022                                                 | 4 715                    |                          | 10,5%                    |
| Est. 2024                                            | 4 823                    | [ 7 ]                    | 2,3%                     |
| Fontes: Censos Demográficos IBGE e Estimativas SEADE |                          |                          |                          |

### Dados demográficos
População: 4 500 habitantes
Densidade demográfica: 36,2 habitantes por quilômetro quadrado
Número de eleitores: 3.509
Mortalidade infantil até 1 ano (por mil): 11,50
Expectativa de vida (anos): 73,74
Taxa de fecundidade (filhos por mulher): 2,37
Taxa de Alfabetização: 88,39%
Índice de Desenvolvimento Humano (IDH-M): 0,783
- IDH-M Renda: 0,696
- IDH-M Longevidade: 0,812
- IDH-M Educação: 0,841

(Fonte: IPEADATA)

## Política e administração
- Prefeito: Valdir de Souza Melo (Di Picapau)(2021/2024)
- Vice-prefeita: Marlete Zenatti Gianti
- Presidente da Câmara: Gabriel Bergamin (2021/2022)

## Infraestrutura

### Comunicações
O sistema de telefones automáticos foi inaugurado na cidade em 1982 pela Telecomunicações de São Paulo (TELESP), que também implantou o sistema de discagem direta à distância (DDD) em 1988 com o código de área (0142). Anteriormente a cidade era atendida pela Companhia de Telecomunicações do Estado de São Paulo (COTESP).
Na década de 90 o código DDD da cidade foi alterado para (014), para padronização do sistema telefônico com a telefonia celular que estava sendo implantada em todo o estado.

## Religião
O Cristianismo se faz presente na cidade da seguinte forma:

### Igreja Católica
- A igreja faz parte da Diocese de Bauru.[15]

### Igrejas Evangélicas
- Assembleia de Deus Ministério do Belém.[16][17]
- Congregação Cristã no Brasil.[18]